# Huntington (Massachusetts)
Huntington è un comune degli Stati Uniti d'America facente parte della contea di Hampshire nello stato del Massachusetts.